# Романьи (Верхний Рейн)
Романьи́ (фр. Romagny) — коммуна на северо-востоке Франции в регионе Гранд-Эст (бывший Эльзас — Шампань — Арденны — Лотарингия), департамент Верхний Рейн, округ Альткирш, кантон Мазво. До марта 2015 года коммуна административно входила в состав упразднённого кантона Данмари (округ Альткирш).
Площадь коммуны — 2,89 км², население — 198 человек (2006) с тенденцией к росту: 229 человек (2012), плотность населения — 79,2 чел/км².

## Население
Численность населения коммуны в 2011 году составляла 218 человек, а в 2012 году — 229 человек.
| 1962 | 1968 | 1975 | 1982 | 1990 | 1999 | 2006 | 2007 | 2008 | 2011 | 2012 |
| ---- | ---- | ---- | ---- | ---- | ---- | ---- | ---- | ---- | ---- | ---- |
| 148  | 135  | 167  | 164  | 162  | 186  | 198  | 200  | 197  | 218  | 229  |

Динамика населения:

## Экономика
В 2010 году из 147 человек трудоспособного возраста (от 15 до 64 лет) 119 были экономически активными, 28 — неактивными (показатель активности 81,0 %, в 1999 году — 69,2 %). Из 119 активных трудоспособных жителей работали 112 человек (62 мужчины и 50 женщин), 7 числились безработными (двое мужчин и 5 женщин). Среди 28 трудоспособных неактивных граждан 6 были учениками либо студентами, 9 — пенсионерами, а ещё 13 — были неактивны в силу других причин.
На протяжении 2011 года в коммуне числилось 88 облагаемых налогом домохозяйств, в которых проживало 216 человек. При этом медиана доходов составила 23400,5 евро на одного налогоплательщика.

## Достопримечательности (фотогалерея)

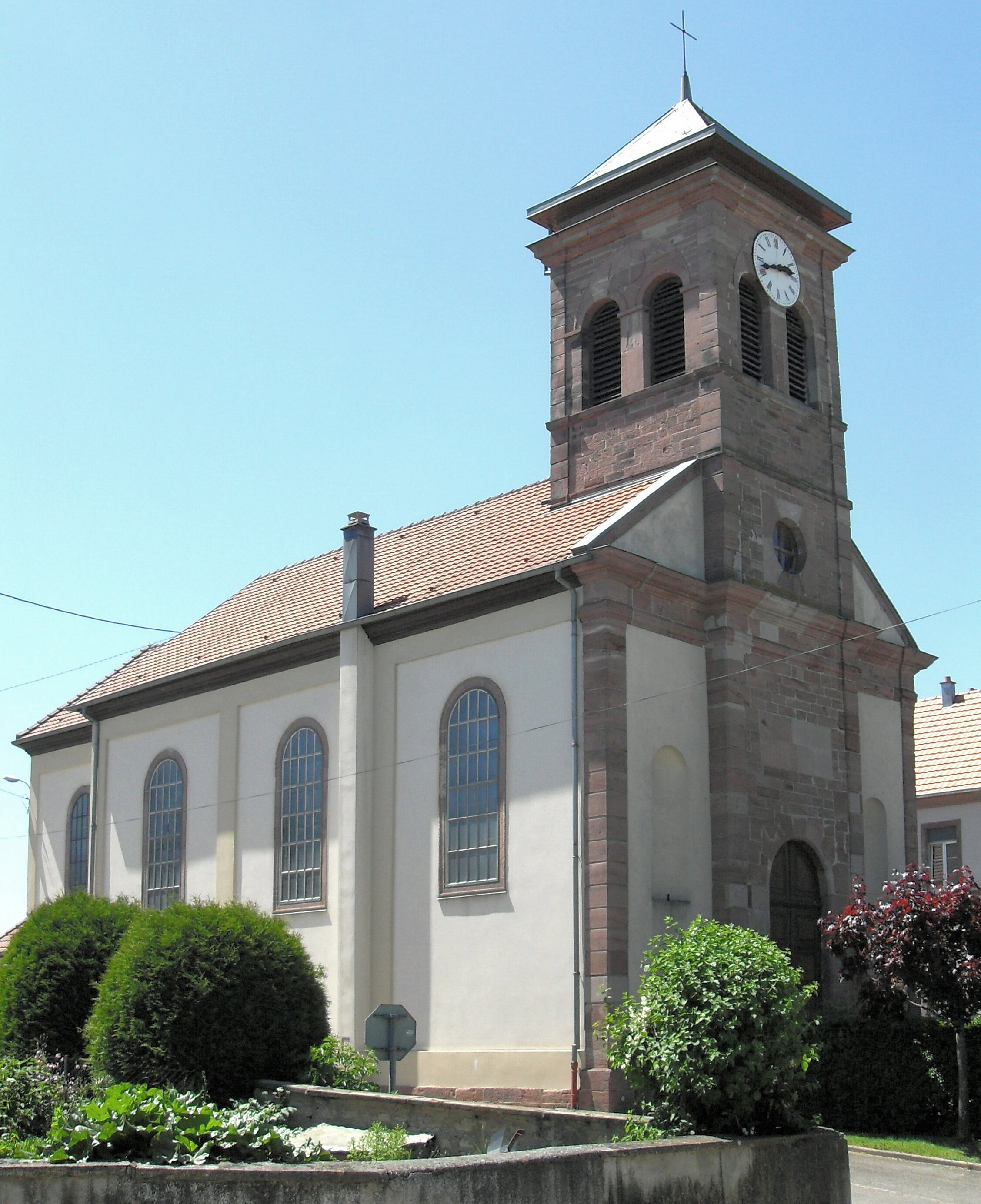
Церковь
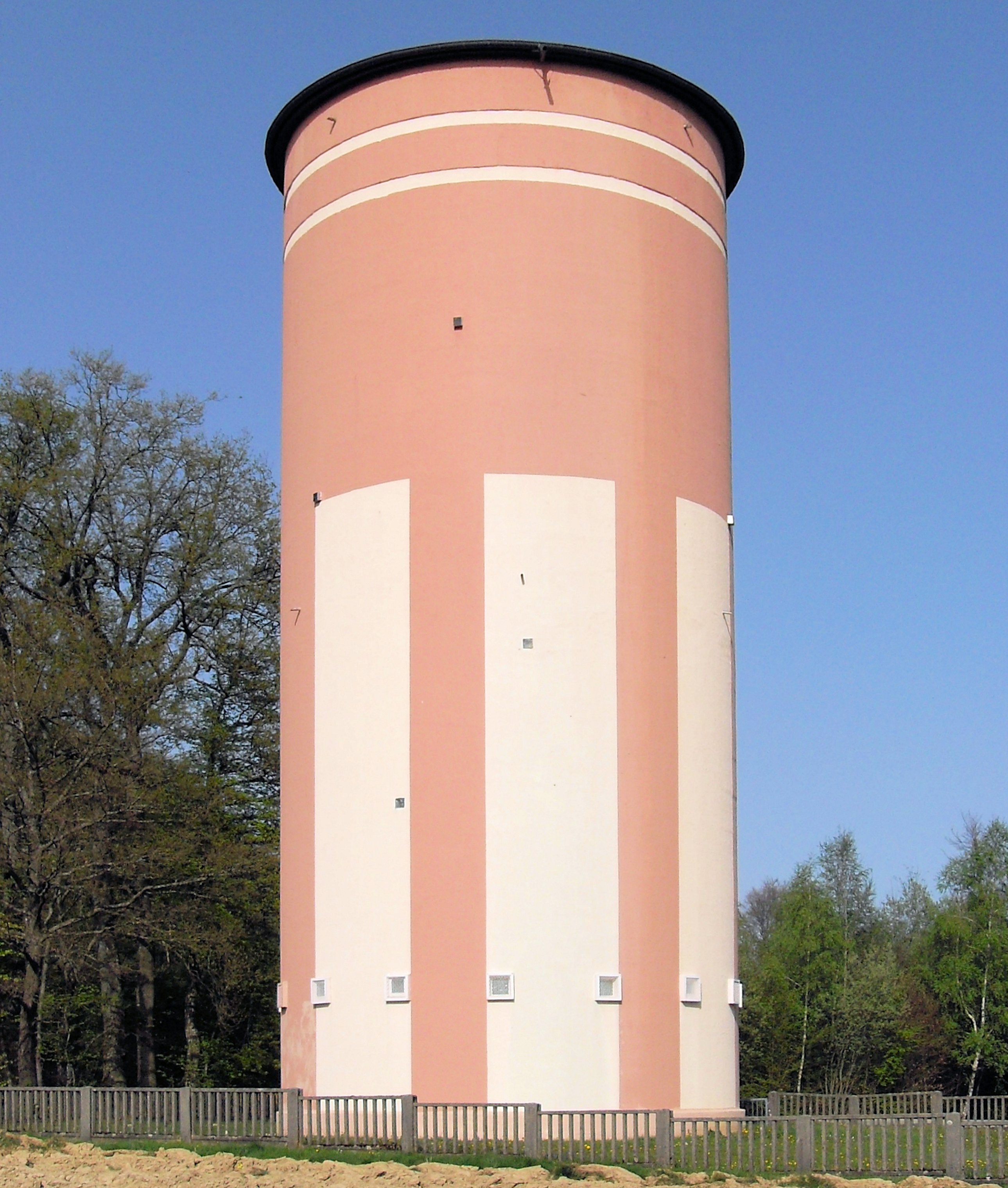
Водонапорная башня